# Berta von Arnsberg
Berta von Arnsberg († 8. Januar 1292) war von vor 1243 bis zu ihrem Tode Fürstäbtissin des Frauenstiftes Essen.

## Herkunft
Berta von Arnsberg war Tochter von Gottfried II. Graf von Arnsberg. Die Mutter war Agnes von Rüdenberg. Die Schwester Bertas Adelheid heiratete Konrad II. Burggraf von Stromberg. Irmgard war Nonne im Kloster Oelinghausen, Sophie heiratete Bernhard III. Edelherr von Lippe-Detmold. Ihr Bruder Gottfried wurde als Gottfried III Graf von Arnsberg. Die Schwester Syradis war später Äbtissin von St. Aegidii, der Bruder Hermann war Kanoniker in Soest.

## Leben
Die Äbtissin versuchte sich zwischen mächtigen Nachbarn als Reichsfürstin zu behaupten. 1262 wurde Erzbischof Engelbert II. von Äbtissin und Kapitel von Essen zum Vogt auf Lebenszeit gewählt. Nach seinem Tod ließ sich König Rudolf 1275 zum neuen Vogt wählen, um in dieser Gegend über die Betonung alter Reichsrechte seine eigene Macht zu stärken. Mit der Ausführung der Vogtei beauftragte er 1288 den Grafen von der Mark. Der Erzbischof von Köln wollte sich mit seiner Zurückdrängung nicht abfinden und versuchte mit verschiedenen, zum Teil extremen Mitteln, seine Macht im Stift Essen wieder zu stärken.
Erzbischof Siegfried versuchte zunächst das Recht zur Wahl des Vogts von Äbtissin und Konvent aufzuheben und das Stift wieder unumschränkt dem Kölner Erzstuhl zu unterstellen. Da Berta von Arnsberg bereits 1245 die Exemtion des Stifts durch Papst Innozenz IV. hatte bestätigen lassen und dieses nach dem Prozess nochmals aus Rom bestätigt wurde, hatte sie einen wichtigen Rechtstitel gegen die Ansprüche des Erzbistums Köln, dem Essen unterstellt war. Die gegensätzlichen Rechtsansprüche führten zu Konflikten im Stift. Ein Teil des Konvents mit der Priorin an der Spitze war auf Seiten des Erzbischofs. König Rudolf ließ später die Rechtsstreitigkeiten zwischen beiden Seiten von einer Kommission untersuchen, über deren Ergebnisse nichts weiter bekannt ist.
Nach der Niederlage und Gefangennahme von Erzbischof Siegfried in der Schlacht von Worringen verlieh der König die Vogtei 1288 Graf Eberhard von der Mark. 1289/90 ging Erzbischof Siegfried direkt gegen Berta von Arnsberg vor, um sie ihres Amtes zu entheben. Den Anfang machte die Beschlagnahmung ihrer Weinberge im Rheinland. Ihr wurden schwerste Verbrechen, wie Simonie, Missachtung des ihr vom Kölner Offizial auferlegten Kirchenbanns, Einlassen mit Betrügern wie Tile Kolup und Verschleuderung von Kirchengütern vorgeworfen. Insbesondere machte man ihr die Widersetzlichkeit gegen den Kölner Erzstuhl zum Vorwurf.
Berta blieb einem Gerichtstermin, zu dem man sie nach Köln vorgeladen hatte, fern. Daraufhin erklärte der Erzbischof sie für abgesetzt. Mit Unterstützung der Essener Pröpstin Mechthild von Rennenberg machte er seine Nichte Irmgard von Wittgenstein zur Essener Äbtissin. Diese hatte er kurze Zeit zuvor bereits als Äbtissin in Herford eingesetzt. Dennoch gelang es dem Erzbischof nicht, die Äbtissin Berta dauerhaft aus ihrem Amt zu entfernen. Zu ihrer Unterstützung hatte sie sich an den Grafen von Berg gewandt. Dadurch konnte sie sich bis zu ihrem Tod in ihrem Amt behaupten.
Erst nach dem Tod Bertas wurde der Konflikt gelöst. Dem Stift wurde auf einem Fürstentag in Deutz am 28. Juli 1295 das Wahlrecht des Vogts bestätigt. Eberhard von der Mark wurden bei dieser Gelegenheit die Vogteirechte auf Lebenszeit zuerkannt.
Unter Berta begann der Wiederaufbau der 1275 abgebrannten Essener Stiftskirche in ihrer heute noch bestehenden Gestalt.
Eine Urkunde aus dem Jahr 1286 bezeugt, dass der Graf von Limburg das Vogteirecht des Oberhofes Ehrenzell westlich des Frauenstiftes an die Äbtissin Bertha von Arnsberg verpfändet hatte. Der Oberhof Ehrenzell war einer von sechs Oberhöfen im Stift Essen, auf dem die Unterhöfe ihre Abgaben ans Stift abzugeben hatten. Sein Schultheiß wurde von der Fürstäbtissin ernannt und war Richter in ihrem Auftrag. Äbtissin Berta von Arnsberg kaufte 1288 den offenbar verpfändeten Oberhof Borbeck von den Rittern Hermann und Wennemar von Altendorf, um dort im Anschluss den Vorgängerbau des heutigen Schlosses Borbeck errichten zu lassen. Hiermit brachte sie ihren Herrschaftsanspruch als Fürstäbtissin zum Ausdruck.
Durch den Beginn des Wiederaufbaus der Stiftskirche sowie Betonung von Reichsrechten und päpstlichen Privilegien trug Berta maßgeblich dazu bei, das Stift aus einer existenzbedrohenden Krise zu führen und so den Fortbestand als eigenständiges Reichsfürstentum zu sichern.